# Meldert (Limburg)
Meldert is een dorp in de Belgische provincie Limburg en een deelgemeente van de gemeente Lummen, het was een zelfstandige gemeente tot aan de gemeentelijke herindeling van 1977. Meldert grenst aan Zelem, Schaffen,  Lummen en Linkhout.

## Etymologie
Meldert werd voor het eerst genoemd in 1099 als Meldreges, en in 1155 als Melerd.
De naam Meldert stamt deels uit het Germaans en deels uit het Latijn. Meldert verwijst naar het woord melde (soort wilde spinazie) + achtervoegsel aarde. Zo zou Meldert dus melde-akker kunnen betekenen. Malen klonk in het oud-Germaans als mellen. Erd of ert betekent aarde, plaats of veld. Meldert zou dan betekenen: plaats waar een molen staat. In de gewesttaal noemt men de molenaar de maalder of de mulder. De "u" klinkt op vele plaatsen als een doffe "e". Het volk voegt bij sommige woorden een "d" of "t" voor de welluidendheid. Ook bij het woord mulder (klink als melder) wordt een "t" toegevoegd en muldert betekent dan eenvoudig bij de molenaar of bij den mu(e)ldert. Deze laatste uitleg stemt overeen met de vondsten die men hier is tegengekomen. Men heeft fundamenten gevonden van een zeer oude watermolen op de Zwarte Beek, niet ver van de dorpskom. Zo zou de betekenis van Meldert dus zijn: bij de molenaar, of zoals men hem in de gewesttaal noemt, bij den mu(e)ldert.

## Geschiedenis
Volgens een document uit 1164 schonk Gravin Oda van Duras het gebied van Meldert aan de Abdij van Sint-Truiden. Meldert werd later een heerlijkheid van het Graafschap Loon. Deze heerlijkheid werd voor het eerst vermeld in 1361. De heren van Meldert behoorden achtereenvolgens tot de families: van Lathem, van Rommershoven, van den Edelbampt, van Hulberg, van Voordt, de Lardenois de Ville, en tot 1796 aan Arrazola de Oñate.
De parochie was afhankelijk van die van Lummen.

## Demografische ontwikkeling
- Bronnen:NIS, Opm:1831 tot en met 1970=volkstellingen; 1976 = inwoneraantal op 31 december

## Wapenschild
Het schild van Meldert komt overeen met dat van de familie Arrazola de Oñate, de laatste feodale heren van Meldert. Heraldisch kan het beschreven worden als een in zilver uitgerukte boom van sinopel, vergezeld van twee wolven van sabel, boven elkaar; de eerste achter, de tweede vóór de boom. 
Het wapen werd nadien ook opgenomen in dat van de gemeente Lummen.

## Natuur en landschap
Meldert kent de buurtschappen Blanklaar, Geeneinde, Geenmeer en Geenrode.
Meldert ligt in het zuiden van het Kempens laagplateau, maar ten noorden van de plaats ligt een reeks getuigenheuvels die van het noordoosten in zuidwestelijke richting loopt en waarvan de hoogte tot 55 meter oploopt. Meldert ligt in de vallei van de Zwarte Beek, met in het noordoosten het natuurgebied Vallei van de Zwarte Beek.

## Bezienswaardigheden

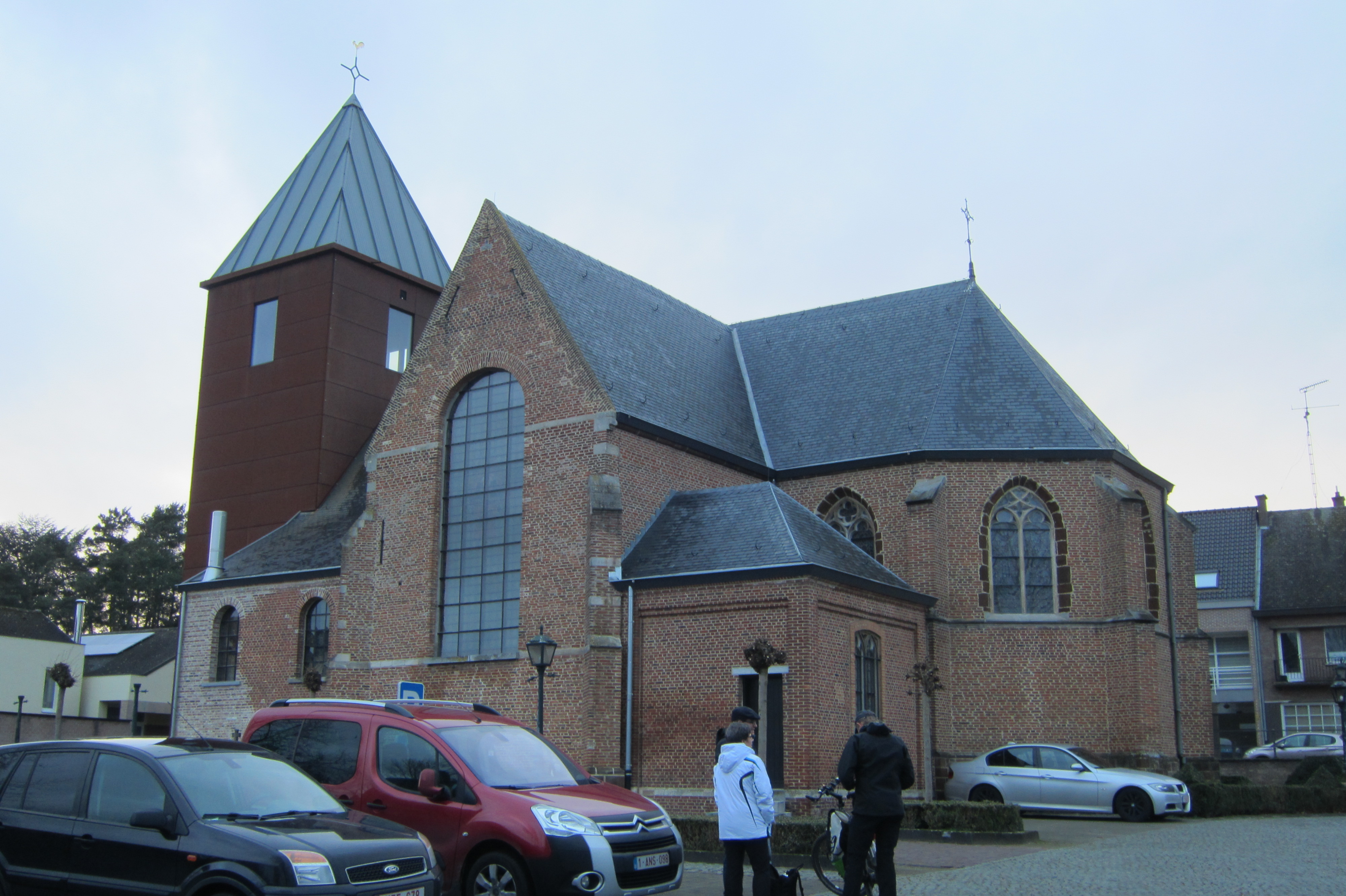
Kerk Meldert met nieuwe toren (2014)

- De Sint-Willibrorduskerk, van 1625 en later.
- De Sint-Willibrorduskapel
- De Sint-Rochuskapel
- De schans van Geenrode

## Evenementen
De jaarlijkse evenementen:
- Meldert Kermist in de tweede week van september
- Jingle Walks op 26 december
- Chirobal Meldert op Hemelvaart
- Boemelparty op 14 augustus

## Sport
In Meldert is een voetbalploeg, SK Meldert.

## Nabijgelegen kernen
- Deurne, Lummen, Paal, Zelem

Deelgemeenten: Linkhout ·  Lummen ·  Meldert

Belgische gemeenten · Arrondissement Hasselt · Limburg · Vlaanderen